# ساموئل تیس
ساموئل تیس (فرانسوی: Samuel Theis‎؛ زادهٔ ۱۲ نوامبر ۱۹۷۸) یک هنرپیشه، و کارگردان اهل فرانسه است. وی از سال ۲۰۰۷ میلادی تاکنون مشغول فعالیت بوده‌است. او به همراه کلیر برگر و ماری آماچوکلی، برای فیلم پارتی گرل برنده دوربین طلایی از جشنواره فیلم کن ۲۰۱۴ شده است.
از فیلم‌ها یا برنامه‌های تلویزیونی که وی در آن نقش داشته است می‌توان به یک روز در موزه اشاره کرد.